# Jakob Gomilšak
Jakob Gomilšak, priložnostni pesnik, poljudni pisec domoznanskih člankov, zbiratelj ljudskega blaga, pisec biografskih in zgodovinskih člankov ter potopisov, se je rodil 1. maja 1843 v Bišu v dolini Pesnice sredi Slovenskih goric.

## Življenje
Prve razrede šole je dokončal v Gradcu, nato pa ga je stric poslal v Maribor, kjer je končal višje razrede. V letih 1863-1867 je opravil teološki študij v Gradcu. Po mašniškem posvečenju leta 1867 je služboval najprej v Radgoni, kjer je bil kaplan do 1876. leta, nato pa so cerkvene oblasti ugodile njegovi prošnji za mesto nemškega pridigarja v Trstu. To službo je opravljal desetletje in pol, nakar je poklicno pot zaključil kot profesor verouka na realni gimnaziji v Trstu (1891-1905). Umrl je 23. marca 1906 v Trstu.

### Publicistični prispevki
Krajše publicistične prispevke je Gomilšak objavljal v več slovenskih časopisih (npr. tržaška Edinost in Brivec, Slovenski narod) ter v Slovencem naklonjenih nemških listih, poleg tega je objavljal geografsko-etnografske članke, folkloristične in zgodovinske spise, potopise, biografije in leposlovna besedila.
- Potovanje v Rim
- Pohorje
- Sveta Trojica
- Haloze in Haložani
- Trst
- Nekaj o mogilah (arheološki članek)

### Prispevek k slovenskemu lokalnemu zgodovinopisju in folkloristiki
- Turki pri Radgoni
- Pogovori in besedila na Štajerskem
- O volkodlaku

### Leposlovje
Sprva je pesnil v nemščini, po prihodu na mariborsko gimnazijo pa je nemški verz zamenjal s slovenskim.
Najbolj znane pesmi:
- Devica oglejska
- Iskrice
- Slovenec sem!

Pesem Slovenec sem! predstavlja vrh njegove lirike in je po uglasbitvi Gustava Ipavca ponarodela in bila kandidatka za slovensko himno. Gomilšak je tudi avtor znane prleške pesmi Dere sen jaz mali bija.